# Cal Gorro
Cal Gorro és una masia de Sant Pere de Vilamajor (Vallès Oriental) protegida com a Bé Cultural d'Interès Local.

## Descripció
Edifici civil del recinte de la Força, segurament d'origen medieval i reconstruït al segle xviii. És de planta rectangular, format per dos cossos. Consta de planta baixa i dos pisos superiors el més gros, cobert a dues vessants, i l'altre de planta baixa i un pis, amb coberta a una vessant. Una de les seves parets estructurals mesura 70 cm de gruix, el qual segurament correspon a un tram de la muralla del castell, ja que l'emplaçament on es troba coincideix en una de les ampliacions del recinte de la Força.